# Sonorarctia commixta
Sonorarctia commixta är en fjärilsart som beskrevs av Butler 1877. Sonorarctia commixta ingår i släktet Sonorarctia och familjen björnspinnare. Inga underarter finns listade i Catalogue of Life.